# Giovanni Zarfino
Jorge Giovanni Zarfino Calandria (Montevideo, 10 de agosto de 1991) es un futbolista uruguayo. Juega de centrocampista y su equipo es el C. D. Extremadura de la Segunda Federación.

## Trayectoria

### Danubio Fútbol Club
Fue fichado por Danubio a mediados de 2015, para jugar en la máxima categoría del fútbol uruguayo por primera vez en su carrera. Le fue adjudicada la camiseta número 21.
Debutó con la franja el 11 de agosto de 2015, el entrenador Jorge Castelli lo colocó de titular en el partido de ida de la primera ronda de la Copa Sudamericana ante Universidad Católica en el Estadio San Carlos de Apoquindo de Chile, pero fueron derrotados 1-0. En la vuelta no tuvo minutos, fueron vencidos nuevamente por lo que quedaron eliminados del certamen internacional.
A nivel local, jugó su primer partido el 16 de agosto, fue en la fecha 1 del Torneo Apertura 2015, estuvo los 90 minutos en cancha contra Juventud de Las Piedras y ganaron 2 a 0.
Tuvo una gran regularidad en el torneo, estuvo presente en 12 partidos y fue titular en todos. Danubio finalizó séptimo en el Apertura.
Para el Torneo Clausura del año siguiente, Zarfino convirtió su primer gol oficial, fue ante Defensor Sporting el 28 de febrero de 2016, pero fueron derrotados 3-2 en el Franzini. En el torneo tuvieron una mala campaña y finalizaron en la posición 15 de 16 equipos, el jugador estuvo presente en 14 oportunidades, jugó los 90 minutos en cada partido.
En el Campeonato Uruguayo Especial Danubio repuntó y finalizaron en tercer lugar, pero Giovanni no tuvo continuidad debido a una lesión en la mitad del campeonato.
Al año siguiente, comenzó el formato de temporada anual en el fútbol uruguayo, por lo que la primera competición fue el Torneo Apertura 2017, instancia en la que la franja tuvo un rendimiento irregular y culminaron en octava posición. Zarfino estuvo presente en 12 partidos y colaboró con un gol.
Fue parte de la primera edición del Torneo Intermedio, jugó 6 partidos, convirtió un gol y quedaron en sexta posición de los ocho equipos de la Serie B.
A mitad de 2017 dejó el club para partir. Con Danubio registró 52 partidos jugados y 3 goles convertidos.

### España
En verano de 2017 llegó a España para jugar en el Extremadura U. D. del grupo IV de la Segunda División B. Al término de la temporada lograría el ascenso con el conjunto extremeño a la Segunda División, participando en 31 partidos en los que anotaría 3 goles.
Durante las temporadas 2018-19 y 2019-20 se convirtió en un fijo en la medular del Extremadura U. D. en la categoría de plata, disputando 66 partidos en los que anotó 9 goles. 
El 10 de septiembre de 2020 el equipo extremeño lo cedió al C. D. Tenerife de la Segunda División  durante una temporada. El 31 de agosto de 2021 rescindió su contrato con el Extremadura U. D. y firmó por la A. D. Alcorcón.
El 8 de julio de 2022, tras haber quedado libre, se comprometió con el Real Sporting de Gijón para las siguientes dos temporadas. Tras un inicio de temporada en el que fue titular habitual con el conjunto gijonés durante toda la primera vuelta, sufrió una lesión muscular en el partido disputado en El Molinón frente al C. D. Tenerife el 25 de febrero, por lo que desde entonces no disputó ningún partido más hasta el final de temporada. Tras dos años marcados por las lesiones, a mediados de 2024 finalizó contrato con el club asturiano, quedando libre. En esta situación estuvo hasta enero de 2025, momento en el que fichó por el C. D. Castellón hasta final de temporada.
El 14 de agosto de 2025, vuelve a Almendralejo para fichar por el C. D. Extremadura de la Segunda Federación.

## Estadísticas

### Clubes
Actualizado al 25 de mayo de 2025.
| Club | Div.          | Temporada     | Liga  | Liga  | Copas nacionales | Copas nacionales | Torneos internacionales(1) | Torneos internacionales(1) | Total | Total |
| Club | Div.          | Temporada     | Part. | Goles | Part.            | Goles            | Part.                      | Goles                      | Part. | Goles |
| --- | ------------- | ------------- | ----- | ----- | ---------------- | ---------------- | -------------------------- | -------------------------- | ----- | ----- |
| C. A. Boston River · Uruguay | 2.ª           | 2011-12       | 14    | 0     | —                | —                | —                          | —                          | 14    | 0     |
| C. A. Boston River · Uruguay | 2.ª           | 2012-13       | 29    | 8     | —                | —                | —                          | —                          | 29    | 8     |
| C. A. Boston River · Uruguay | 2.ª           | 2013-14       | 23    | 4     | —                | —                | —                          | —                          | 23    | 4     |
| C. A. Boston River · Uruguay | 2.ª           | 2014-15       | 29    | 5     | —                | —                | —                          | —                          | 29    | 5     |
| C. A. Boston River · Uruguay | Total club    | Total club    | 95    | 17    | 0                | 0                | 0                          | 0                          | 95    | 17    |
| Danubio F. C. · Uruguay | 1.ª           | 2015-16       | 26    | 1     | —                | —                | 1                          | 0                          | 27    | 1     |
| Danubio F. C. · Uruguay | 1.ª           | 2016          | 5     | 0     | —                | —                | —                          | —                          | 5     | 0     |
| Danubio F. C. · Uruguay | 1.ª           | 2017          | 18    | 2     | —                | —                | 2                          | 0                          | 20    | 2     |
| Danubio F. C. · Uruguay | Total club    | Total club    | 49    | 3     | 0                | 0                | 3                          | 0                          | 52    | 3     |
| Extremadura U. D. · España | 2.ª B         | 2017-18       | 37    | 6     | —                | —                | —                          | —                          | 37    | 6     |
| Extremadura U. D. · España | 2.ª           | 2018-19       | 35    | 4     | 1                | 0                | —                          | —                          | 36    | 4     |
| Extremadura U. D. · España | 2.ª           | 2019-20       | 31    | 5     | 0                | 0                | —                          | —                          | 31    | 5     |
| Extremadura U. D. · España | Total club    | Total club    | 103   | 15    | 1                | 0                | 0                          | 0                          | 104   | 15    |
| C. D. Tenerife · España | 2.ª           | 2020-21       | 22    | 1     | 2                | 0                | —                          | —                          | 24    | 1     |
| C. D. Tenerife · España | Total club    | Total club    | 22    | 1     | 2                | 0                | 0                          | 0                          | 24    | 1     |
| A. D. Alcorcón · España | 2.ª           | 2021-22       | 29    | 7     | 1                | 0                | —                          | —                          | 30    | 7     |
| A. D. Alcorcón · España | Total club    | Total club    | 29    | 7     | 1                | 0                | 0                          | 0                          | 30    | 7     |
| Real Sporting de Gijón · España | 2.ª           | 2022-23       | 27    | 3     | 2                | 0                | —                          | —                          | 29    | 3     |
| Real Sporting de Gijón · España | 2.ª           | 2023-24       | 3     | 0     | 0                | 0                | —                          | —                          | 3     | 0     |
| Real Sporting de Gijón · España | Total club    | Total club    | 30    | 3     | 2                | 0                | 0                          | 0                          | 32    | 3     |
| C. D. Castellón · España | 2.ª           | 2024-25       | 12    | 0     | —                | —                | —                          | —                          | 12    | 0     |
| C. D. Castellón · España | Total club    | Total club    | 12    | 0     | 0                | 0                | 0                          | 0                          | 12    | 0     |
| Total carrera | Total carrera | Total carrera | 330   | 46    | 6                | 0                | 3                          | 0                          | 339   | 46    |
| (1)Incluidos los datos de la Copa Sudamericana (2015, 2017). (2)La temporada 2017/18 fue disputada en la Segunda División B de España. |               |               |       |       |                  |                  |                            |                            |       |       |

### Resumen estadístico
|                       | Partidos | Goles | Promedio |
| --------------------- | -------- | ----- | -------- |
| Liga                  | 318      | 46    | 0,14     |
| Copas nacionales      | 6        | 0     | 0        |
| Copas internacionales | 3        | 0     | 0        |
| Total                 | 327      | 46    | 0,14     |